# Machinekamer (schip)

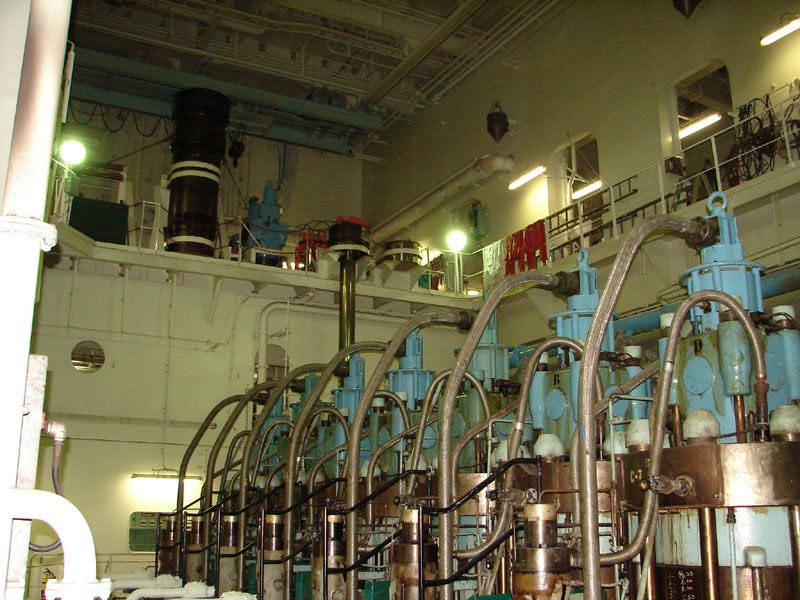
Koppenbordes met de cilinderkoppen van een hoofdmotor in een machinekamer van een VLCC.

De machinekamer is een ruimte op een schip waar de hoofdmotor(en) zich bevindt/bevinden met een groot deel van het hulpbedrijf. De eindverantwoordelijke in de machinekamer is de hoofdwerktuigkundige (HWTK). 

## Personeel en taken
De dagelijkse leiding is in de koopvaardij vaak in handen van de tweede werktuigkundige (WTK). De tweede WTK wordt meestal geassisteerd door de derde WTK en soms ook een vierde WTK. Het aantal WTK's is afhankelijk van de grootte van het schip en het bemanningsplan dat door de rederij is ingediend.
Op grotere schepen zijn er meer werktuigkundigen, bankwerkers, oliemannen en elektriciens. Samen moeten zij ervoor zorgen dat het schip in bedrijf kan blijven.

## Cultuur
In Liverpool bevindt zich het Memorial to Heroes of the Marine Engine Room als monument voor omgekomen personeel uit scheepsmachinekamers.